# PortAventura Park
PortAventura Park – rodzinny tematyczny park rozrywki znajdujący się w Hiszpanii w pobliżu Salou, ok. 10 km od Tarragony i 90 km od Barcelony. Jest to największe wesołe miasteczko w Hiszpanii i Europie Południowej. W maju 2012 oddano do użytku najwyższy do 2017 roku roller coaster Europy – Shambhala – wyprodukowany przez firmę Bolliger & Mabillard. PortAventura Park jest szóstym pod względem wielkości lunaparkiem w Europie i odwiedza go ponad 3,5 mln osób rocznie.

## Atrakcje
W parku znajduje się ponad 35 atrakcji.

### Kolejki górskie

#### Czynne
W roku 2024 w parku znajdowało się 8 czynnych kolejek górskich:
| # | Nazwa                              | Producent      | Data otwarcia   | Typ                           | Wysokość [m] | Prędkość [km/h] | Źródło |
| - | ---------------------------------- | -------------- | --------------- | ----------------------------- | ------------ | --------------- | ------ |
| 1 | Dragon Khan                        | B&M            | 1 maja 1995     | stalowa                       | 45,1         | 104,6           | [ 5 ]  |
| 2 | Diablo – Tren de la Mina           | Arrow Dynamics | 1 maja 1995     | stalowy mine train            | 16,5         | ?               | [ 6 ]  |
| 3 | Stampida                           | CCI            | 17 marca 1997   | drewniany dueling coaster     | 25,6         | 74              | [ 7 ]  |
| 4 | Tomahawk                           | CCI            | 17 marca 1997   | drewniana rodzinna            | 13,4         | 48,3            | [ 8 ]  |
| 5 | Tami-Tami                          | Vekoma         | lipiec 1998     | stalowa dziecięca             | 8,5          | 34,9            | [ 9 ]  |
| 6 | Furius Baco                        | Intamin        | 5 czerwca 2007  | stalowy launched wing coaster | ?            | 135             | [ 10 ] |
| 7 | Shambhala                          | B&M            | 12 maja 2012    | stalowy hyper coaster         | 76           | 134             | [ 11 ] |
| 8 | Uncharted: The Enigma of Penitence | Intamin        | 17 czerwca 2023 | stalowy indoor coaster        | 12           | ?               | [ 12 ] |